# 海熊獸

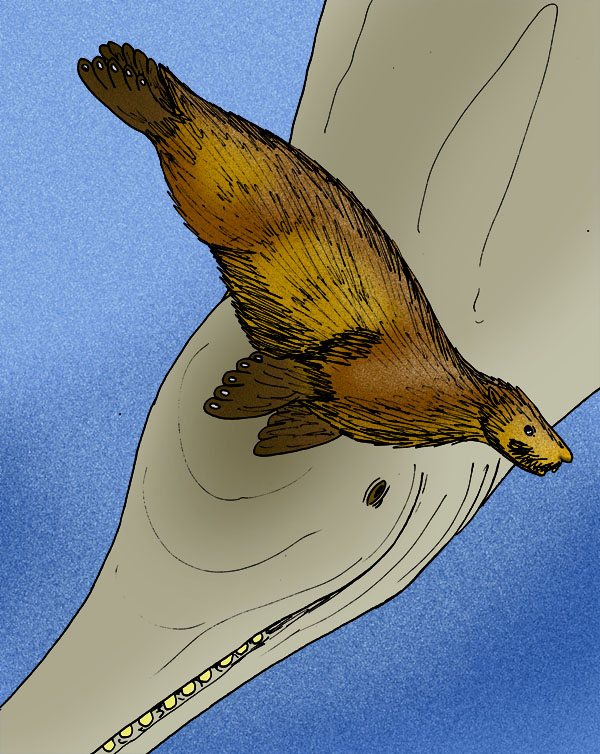
海熊獸（E. emlongi）與巨海豚

海熊獸（Enaliarctos）是鰭足類下已滅絶的一屬。
海熊獸的五個物種是鰭足類已知最古老的化石，都是在美國加利福尼亞州及俄勒岡州的漸新世晚期至中新世早期（2400-2200萬年前）地層發現。海熊獸的尾巴很短，四肢有蹼。牠們有一組裂齒，與現今的海獅有所不同。這些裂齒顯示海熊獸需要將獵物帶回到岸上，再行咀嚼及吞下。不過，牠們仍有一些現今海獅的特徵，如大眼睛、敏銳的鬚子及特有的內耳，適合在水中聽聲。
海熊獸估計是所有已知鰭足類的祖先，包括海獅科、海虎科、海豹科及海象科。生物動力學的研究顯示海熊獸同時使用前肢及後肢來游泳。現今的海狗及海獅都只用前肢，而海豹主要是用後肢。現存的海象則也是用前後肢來游泳的。現時假設海熊獸的游泳姿勢是所有鰭足類的祖傳姿勢，海豹失去了前肢游泳的能力，海狗及海獅則失去了後肢游泳的能力。這個問題影響到是否所有鰭足類都是有共同祖先。海熊獸的發現及解釋指向鰭足類是有共同祖先的，就算不是海熊獸本身，也會是相似的形態。

## 下属物种
本属包括以下物种：
- 巴氏海熊 Enaliarctos barnesi Berta, 1991，巴恩斯海熊
- 埃氏海熊 Enaliarctos emlongi Berta, 1991，埃姆隆海熊
- 米尔斯氏海熊 Enaliarctos mealsi Mitchell & Tedford, 1973
- 米切尔氏海熊 Enaliarctos mitchelli Barnes, 1979
- 特氏海熊 Enaliarctos tedfordi Berta, 1991，特德福德海熊